# Sofija Pekić
Sofija Pekić (nacida el 15 de febrero de 1953 en Lovćenac, Yugoslavia) es una exjugadora de baloncesto serbia. Consiguió tres medallas en competiciones oficiales con Yugoslavia.